# Camillo Gargano
Camillo Gargano (Ferrara, 30 de enero de 1942-Lille, Francia, 22 de julio de 1999) fue un deportista italiano que compitió en vela en la clase Star. Participó en los Juegos Olímpicos de México 1968, obteniendo una medalla de bronce en la clase Star.

## Palmarés internacional
| Juegos Olímpicos | Juegos Olímpicos          | Juegos Olímpicos  | Juegos Olímpicos |
| Año              | Lugar                     | Medalla           | Clase            |
| ---------------- | ------------------------- | ----------------- | ---------------- |
| 1968             | Ciudad de México (México) | Medalla de bronce | Star             |